# Řeholní provincie
Řeholní či řádovou, nebo také klášterní náboženskou provincií se rozumí regionální členění křesťanských řádů nebo kongregací.

## Vývoj
Církevní provincie jako výsledek slučování jednotlivých diecézí existovaly již od raného středověku. V období vrcholného středověku se tento organizační princip rozšířil i na kláštery a řádové komunity.
Do územních řádových provincií se dělily zejména žebravé řády (dominikáni, františkáni ad.) a novější řády jako např. jezuité.
Některé provincie mohly být dále děleny, například na kustodie u františkánů. (Například františkáni v německých zemích byli rozděleni do provincií Bavorsko, Kolín nad Rýnem, Sasko a Durynsko, které se v roce 2010 spojily a vytvořily Německou františkánskou provincii sv. Alžběty).
U rytířských řádů jsou podobnými územními jednotkami baliváty, v premonstrátském řádu existovaly cirkarie.